# Bertrand Soulier
Bertrand Soulier, né le 28 décembre 1970 à Livry-Gargan (Seine-Saint-Denis), est un auteur-compositeur-interprète, scénariste et dialoguiste français.

## Biographie
Ancien journaliste et créatif publicitaire, Bertrand Soulier fait ses débuts dans la chanson en 2003 en créant avec Jacques Le Honsec le groupe Les Chiens De Garde. En 2006, il écrit avec Patrice Guirao la chanson A tout peser à bien choisir de Florent Pagny sur l'album Abracadabra. Il intervient comme auteur et compositeur de chansons auprès de plusieurs artistes, notamment Sinclair et Elisa Tovati.
Son premier album solo sort le 20 mars 2008 et a pour titre Discorama (Ou Le Best-Of Imaginaire), en hommage à l'émission télévisée de Denise Glaser. Une polémique naît du texte de la chanson Pavillons sous-Bois, présente sur l'album, jugé « inadmissible » par le maire UMP de la commune, Philippe Dallier. La chanson fait en effet partie d'une initiative visant à promouvoir la chanson française auprès des collégiens du département. Elle est finalement retirée du programme pédagogique. 
Bertrand Soulier se produit ensuite en concert aux Francofolies de La Rochelle et à l'Olympia.
Son deuxième album Single, sorti le 10 octobre 2011, est réalisé en collaboration avec Jean-Louis Piérot.

## Discographie

### Avec Les Chiens De Garde
- 2002 : 30 Millions D'Amies
- 2004 : Femmes Du Monde

### Collaborations
- 2006 : Florent Pagny — Abracadabra. Composition de la chanson A Tout Peser A Bien Choisir
- 2010 : Quentin Mosimann — Exhibition. Écriture et composition de la chanson Gainsbourg Zéro-Dix
- 2011 : Elisa Tovati — Le Syndrome de Peter Pan. Écriture, composition de dix titres.
- 2011 : Sinclair — Sinclair. Écriture de 4 titres
- 2012 : François Raoult — Vent de face. Écriture, composition de neuf titres.
- 2012 : Stéphan Orcière — À La Vie A L'Amor. Composition de deux titres.
- 2013 : Wilfred LeBouthillier — Je poursuis ma route. Écriture d'un titre.
- 2014 : Elisa Tovati — Cabine 23. Écriture, composition de dix-sept titres.
- 2015 : Brice Conrad — Eternelle. Écriture.
- 2016 : Elisa Tovati — Take me far away. Écriture.
- 2016 : Scotch & Sofa — Ailleurs. Écriture d'un titre.
- 2017 : Brice Conrad — Si c'était demain. Écriture.
- 2017 : Sinclair — Météores. Écriture.
- 2019 : Elisa Tovati — Le cœur est la locomotive des filles émotives. Écriture de deux titres.
- 2020 : Sinclair — Ça Manque. Écriture.
- 2020 : Sinclair — Liquide. Écriture.

## Théâtre

### Auteur
- 2018 : Moi Non Plus, mise en scène de Philippe Lellouche, avec Jérémie Lippmann et Mathilde Bisson au Théâtre de la Madeleine (Paris).

## Filmographie

### Scénariste

#### Longs métrages
- 2019 : Selfie de Tristan Aurouet, Cyril Gelblat, Thomas Bidegain, Marc Fitoussi et Vianney Lebasque[11],[12]
- 2023 : Antigang, la relève de Benjamin Rocher

#### Séries Télévisées
- 2020 : Moah [13].
- 2022 : Poulets grillés
- 2023 : Meurtres du 3ème type, Saison 3 des Petits Meurtres d'Agatha Christie (épisode 7)

### Acteur

#### Cinéma
- 2009 : Les figures de Louis-Julien Petit : Eric

### Compositeur
- 2003 : Jackpost de Najat Jellab
- 2016 : Il revient quand Bertrand ? (saison 1)  de Guillaume Cremonese